# Ageleradix
Ageleradix là một chi nhện trong họ Agelenidae.